# Actually
Actually és el tercer disc (segon de material nou) del grup anglès de pop electrònic Pet Shop Boys, i fou publicat al mes de setembre de 1987.
Les lletres d'"Actually" parlen, en alguns casos, sobre política: "Shopping" i "King's Cross" són ferotges crítiques contra el règim de Margaret Thatcher; "It couldn't happen here" comenta l'aparició de la sida i els seus efectes, mentre d'altres temes com "Rent" (número 8), "Heart" (el seu tercer número 1 britànic) o "What have I done to deserve this" analitzen les relacions de parella des de diferents perspectives. "It's a sin" mereix una menció especial: amb una producció espectacular (que inclou samples de misses i Neil Tennant recitant el credo) i un text amarg on Tennant critica la seva formació catòlica, "It's a sin" fou el primer senzill extret d'Actually i arribà al número 1.
L'àlbum compta amb col·laboradors de luxe: Bobby Orlando va escriure amb els Pet Shop Boys el tema que obre el disc, "One more chance"; Dusty Springfield cantà a duet amb Neil Tennant a "What have I done to deserve this", el segon senzill, que arribà al número 2 britànic. A més, el compositor Ennio Morricone va col·laborar en la composició del tema "It couldn't happen here", que també inclou arranjaments de corda del compositor italià Angelo Badalamenti. En termes de producció, Stephen Hague repetí la feina realitzada a Please, però en aquesta ocasió compartí la tasca amb altres productors, com Julian Mendelssohn, Shep Pettibone, Andy Richards, David Jacob o els mateixos Pet Shop Boys.
Durant el període de promoció del disc, els PSB rodaren una pel·lícula anomenada "It couldn't happen here"; els vídeos dels temes "One more chance" i "Always on my mind" (que, tot i no figurar al llistat de l'àlbum, fou enregistrat també en aquesta època) inclouen imatges de la pel·lícula.
"Actually" fou reeditat l'any 2001 en format doble, juntament amb un nou CD amb cares B i versions alternatives dels seus temes. Aquest segon CD va rebre el títol de "Further listening 1987-1988".

## Temes

### CDP7 46972 2
1. One more chance (Tennant/Lowe/Orlando) - 5,30
2. What have I done to deserve this? (Lowe/Tennant/Willis) - 4,18
3. Shopping - 3,37
4. Rent - 5,08
5. Hit music - 4,44
6. It couldn't happen here (Lowe/Morricone/Tennant) - 5,20
7. It's a sin - 4,59
8. I want to wake up - 5,08
9. Heart - 3,58
10. King's Cross - 5,10

- Temes escrits per Neil Tennant i Chris Lowe, menys on s'especifiqui una altra cosa.

### Further Listening 1987-1988
1. I want to wake up (Breakdown mix) - 6,00
2. Heart (Shep Pettibone version) - 4,12
3. You know where you went wrong - 5,51
4. One more chance (seven-inch mix) - 3,49
5. It's a sin (Disco mix) - 7,41
6. What have I done to deserve this? (Extended mix) - 6,50
7. Heart (Disco mix) - 8,39
8. A new life - 4,56
9. Always on my mind (Demo version) - 4,04
10. Rent (7" mix) - 3,36
11. I want a dog - 4,59
12. Always on my mind (Extended dance mix) - 8,13
13. Do I have to? - 5,16
14. Always on my mind (Dub mix) - 2,04

## Senzills
1. It's a sin (15 de juny de 1987)
2. What have I done to deserve this? (10 d'agost de 1987)
3. Rent (12 d'octubre de 1987)
4. Heart (21 de març de 1988)

## Dades generals
- Pet Shop Boys: Neil Tennant i Chris Lowe.
- Programació de Fairlight i de teclats: Andy Richards, Blue Weaver, Gary Maugham, Adrien Cook, J.J. Jeczalik.
- Enregistrat als estudis Sarm West i Advision (Londres).

## Dades per cançó
1. "One more chance". Producció: Julian Mendelssohn. Enginyer de so: Julian Mendelssohn. Publicat per Cage Music Ltd./10 Music Ltd./Orbob Music.
2. "What have I done to deserve this?". Producció: Stephen Hague. Enginyer de so: David Jacob. Mescles: Julian Mendelssohn. Col·laboració vocal de Dusty Springfield. Publicat per Cage Music Ltd./10 Music Ltd./MCA Music Ltd.
3. "Shopping". Producció: Julian Mendelssohn. Enginyer de so: Julian Mendelssohn. Publicat per Cage Music Ltd./10 Music Ltd.
4. "Rent". Producció: Julian Mendelssohn. Enginyer de so: Julian Mendelssohn. Publicat per Cage Music Ltd./10 Music Ltd.
5. "Hit music". Producció: Julian Mendelssohn. Enginyer de so: Julian Mendelssohn. Publicat per Cage Music Ltd./10 Music Ltd.
6. "It couldn't happen here". Producció: Pet Shop Boys i David Jacob. Enginyer de so: David Jacob. Arranjaments orquestrals: Angelo Badalamenti. Publicat per Cage Music Ltd./10 Music Ltd./General Music Ltd.
7. "It's a sin". Producció: Julian Mendelssohn. Enginyer de so: Julian Mendelssohn. Mesclat per Stephen Hague. Enginyer de mescles: David Jacob. Publicat per Cage Music Ltd./10 Music Ltd.
8. "I want to wake up". Producció: Pet Shop Boys i Shep Pettibone. Enginyer de so: Dave Meegan. Publicat per Cage Music Ltd./10 Music Ltd.
9. "Heart". Producció: Andy Richards i Pet Shop Boys. Enginyer de so: Tony Philips. Publicat per Cage Music Ltd./10 Music Ltd.
10. "King's Cross". Produït per Stephen Hague. Enginyer de so: David Jacob. Publicat per Cage Music Ltd./10 Music Ltd.